# Корея
Корея е историческа област в Източна Азия, разположена на Корейския полуостров. В продължения на столетия тя е обединена в единна държава, но през 1910 година е анексирана от Япония, а през 1948 година е разделена на две самостоятелни и враждебни държави – на север се намира Северна Корея, а на юг – Южна Корея. На север от полуострова се намират Китай и Русия, а на запад е разположено Западно море, на срещуположната страна на което се намира Китай. Отвъд Източно море е разположена Япония, а на юг се намира Тихият океан.

## Имената на Корея
Понастоящем в Корейската Народно-демократична Република (КНДР) е прието името Чосон (조선) или „Страната на утринната свежест“, а в Република Корея – Хангук (한국). Има предложение Обединена Корея да се нарича Корьо (고려). Корьо (고려) е корейска династия, която съществувала през 918 – 1392 г. От нея произхожда европейското име на Корея.